# Case affrescate di Trento

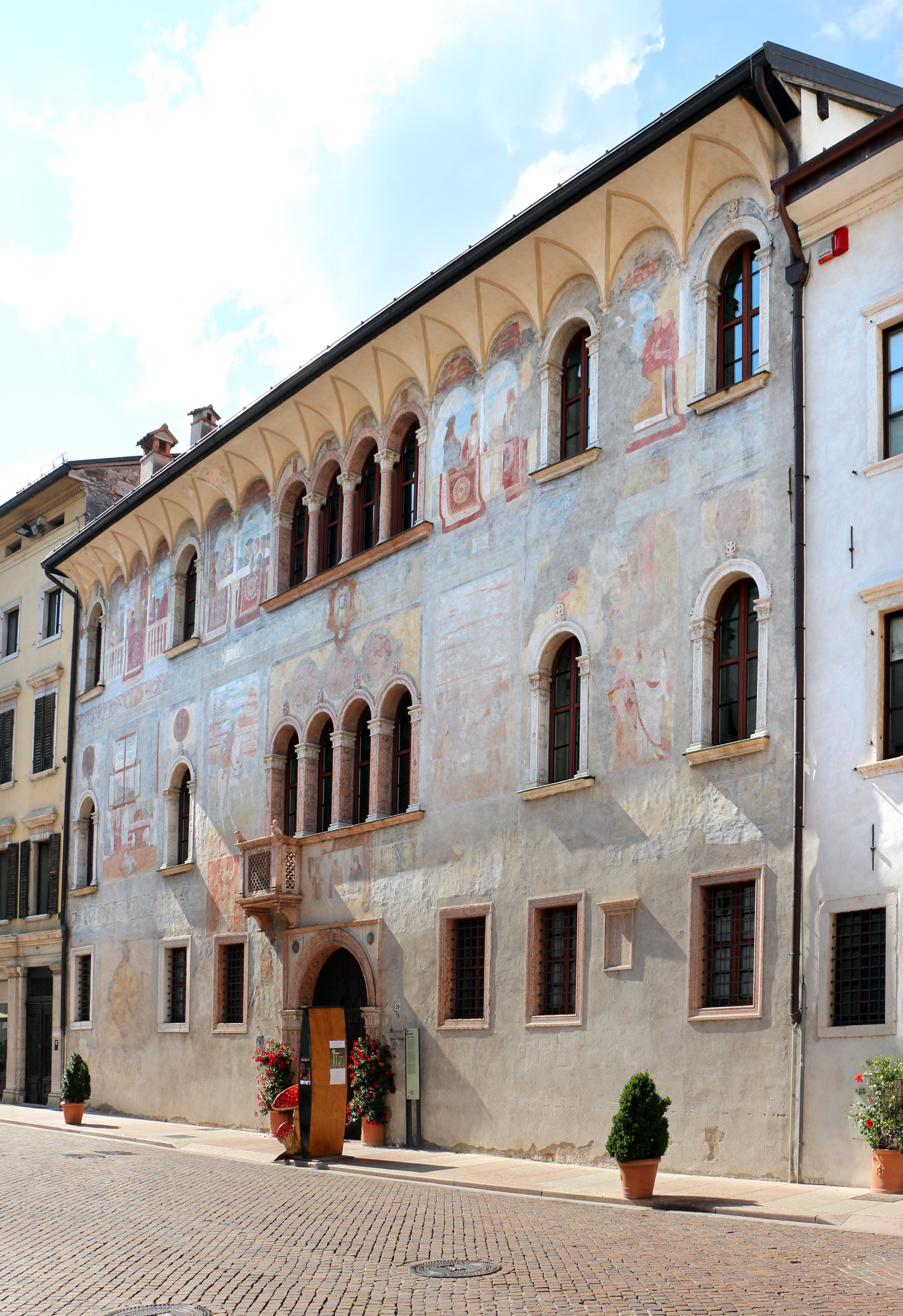
La facciata di Palazzo Geremia.

La città di Trento ospita diversi edifici che presentano facciate dipinte. L'uso di decorare le facciate in città prese ispirazione da quanto accadeva in Veneto soprattutto nel XV e XVI secolo.

## Storia
Questa attività pittorica vide la sua massima espressione nel XVI secolo, in Italia come nell'Europa transalpina, in particolare tra i primi anni del secolo e gli anni 1570. Nel 1614 Pierre Le Monnier osservò che a Trento c'erano "belle case, la maggior parte delle quali dipinte con figure diverse, storie e stemmi". Michelangelo Mariani nel 1673 contava diciassette facciate dipinte.

## Le case affrescate
Nel centro storico sono presenti diversi edifici storici definiti case affrescate. Tra i primi esempi a Trento l'importante casa Balduini, in piazza Duomo, seguita a breve da altre dimore nobili che si affacciano sulla stessa piazza oppure in via Belenzani, via Oss-Mazzurana e altre vie del capoluogo. Tali edifici costituiscono nel loro insieme una delle immagini caratterizzanti la città di Trento.

### Casa Balduini

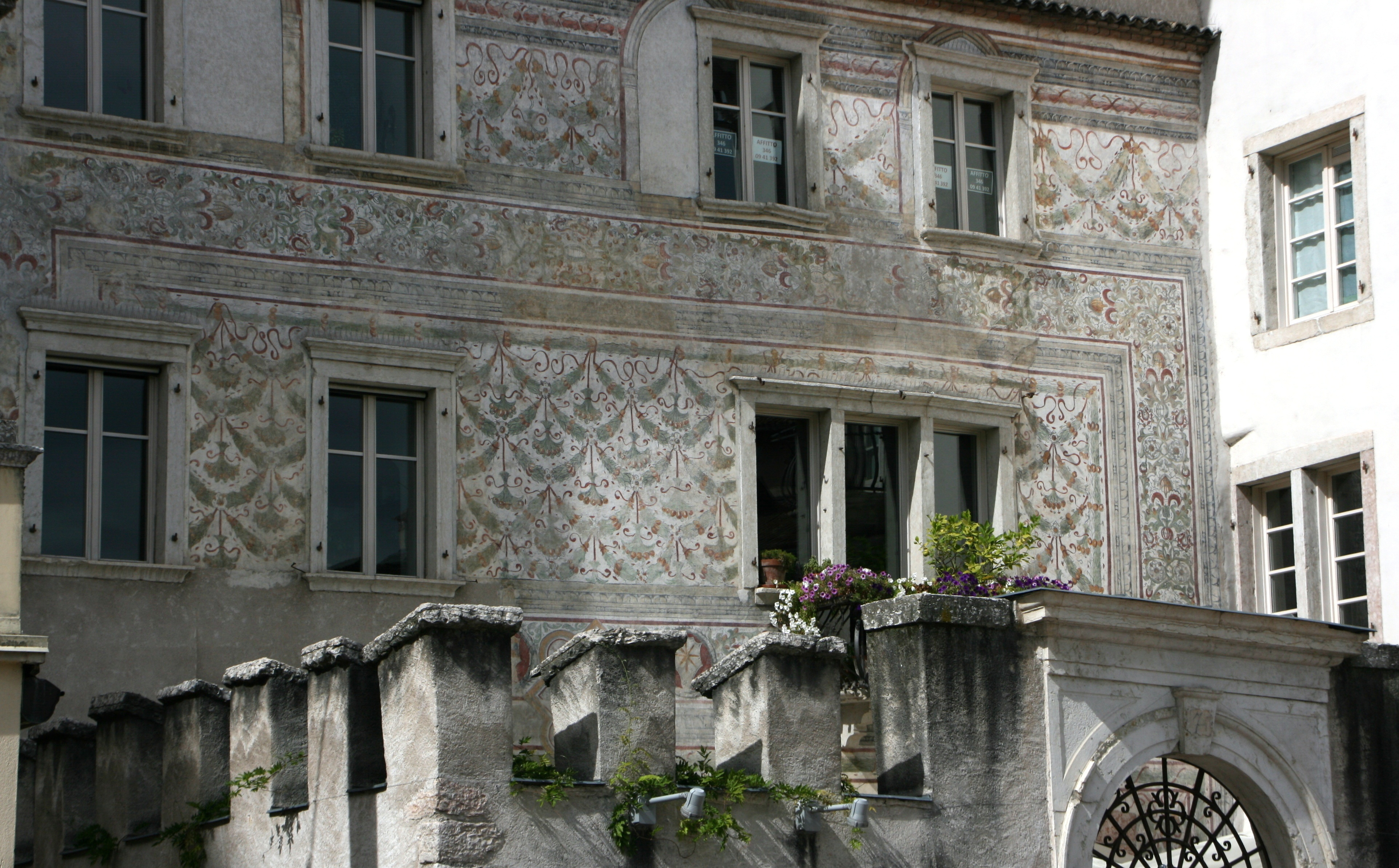
Casa Balduini

Casa Balduini, che fu dimora di Arcangelo Balduini, medico del principe vescovo Johannes Hinderbach e dell'imperatore Federico III d'Asburgo, si innalza in piazza Duomo e conserva forse la più antica decorazione esterna della città. Si tratta di un ornato a festoni verdi e fregi con fiori e altri vegetali sospesi sull'intonaco bianco a simulare i festoni vegetali utilizzati all'epoca in occasione delle festività. Nicolò Rasmo attribuisce questi affreschi ai pittori Sacchetto di Verona.

### Casa Cazuffi e Casa Rella
In piazza Duomo spiccano gli affreschi sulle facciate di Casa Cazuffi e Casa Rella. La prima è decorata con affreschi realizzati tra il 1531 e il 1536 ad opera di Marcello Fogolino, mentre gli affreschi della seconda risalgono al 1540 circa e l'attribuzione è ancora incerta.

### Casa Gerloni
Casa Gerloni, residenza privata in piazza Duomo, conserva lacerti di affreschi risalenti al XVI e XVII secolo venuti alla luce con i restauri iniziati a partire dal 2019.

### Casa Niccolini

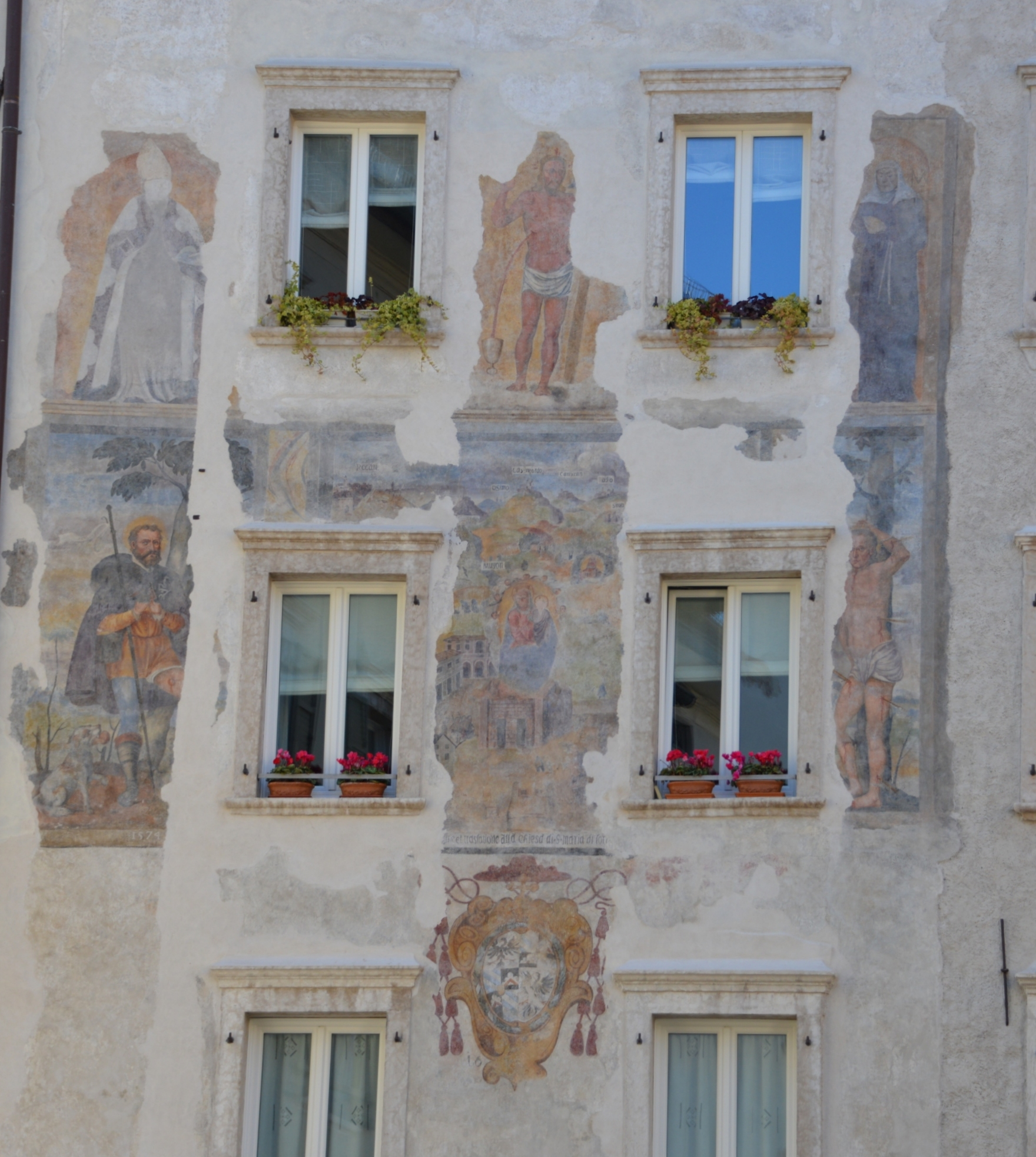
Gli affreschi di Casa Niccolini

Situata in piazza Mario Pasi, Casa Niccolini presenta grandi porzioni degli antichi affreschi, venuti alla luce durante il restauro della facciata nel 2020. Si tratta dell'unica casa di Trento affrescata esclusivamente con temi devozionali connessi con il culto cattolico postconciliare in Italia. Questi affreschi risalgono probabilmente al 1576, con l'eccezione dello stemma cardinalizio che compare in basso, databile all'inizio del XVII secolo.

### Casa Sardagna
Sita all'angolo fra via santa Trinità e l'attuale via Mazzini, Casa Sardagna risale al XVI secolo e fu pesantemente trasformata nel XVIII secolo. La decorazione della facciata su via Mazzini sembra databile intorno al 1540, arricchita da un affresco di epoca successiva, cinquecentesco o seicentesco.

### Palazzo Cazuffi
Collocato in via Oss Mazzurana, Palazzo Cazuffi presenta oggi solo una parte dell'impianto decorativo originario, concentrata nella fascia superiore dell'edificio. I tre riquadri discretamente conservati raffigurano la storia di Rebecca, moglie di Isacco. Sotto queste tre scene erano presenti teste di profilo raffigurate dentro tondi e figure monocrome di nudi giacenti che versano acqua da grandi anfore.

### Palazzo Cloz Salvetti
Palazzo Cloz Salvetti si trova in via San Marco, ma per ammirare gli affreschi che ne ornavano la facciata occorre recarsi a Palazzo Thun, sede del municipio, dove furono spostati nel 1902 per preservarli dal degrado. I dipinti erano distribuiti su tre ordini sovrapposti e risalgono al 1551.

### Palazzo Del Monte
Palazzo Del Monte, sito in via Suffragio all'angolo con via San Marco, sorse presumibilmente tra il 1505 e il 1515. Le due facciate sono decorate con raffigurazioni delle fatiche di Eracle risalenti al 1516.

### Palazzo Geremia

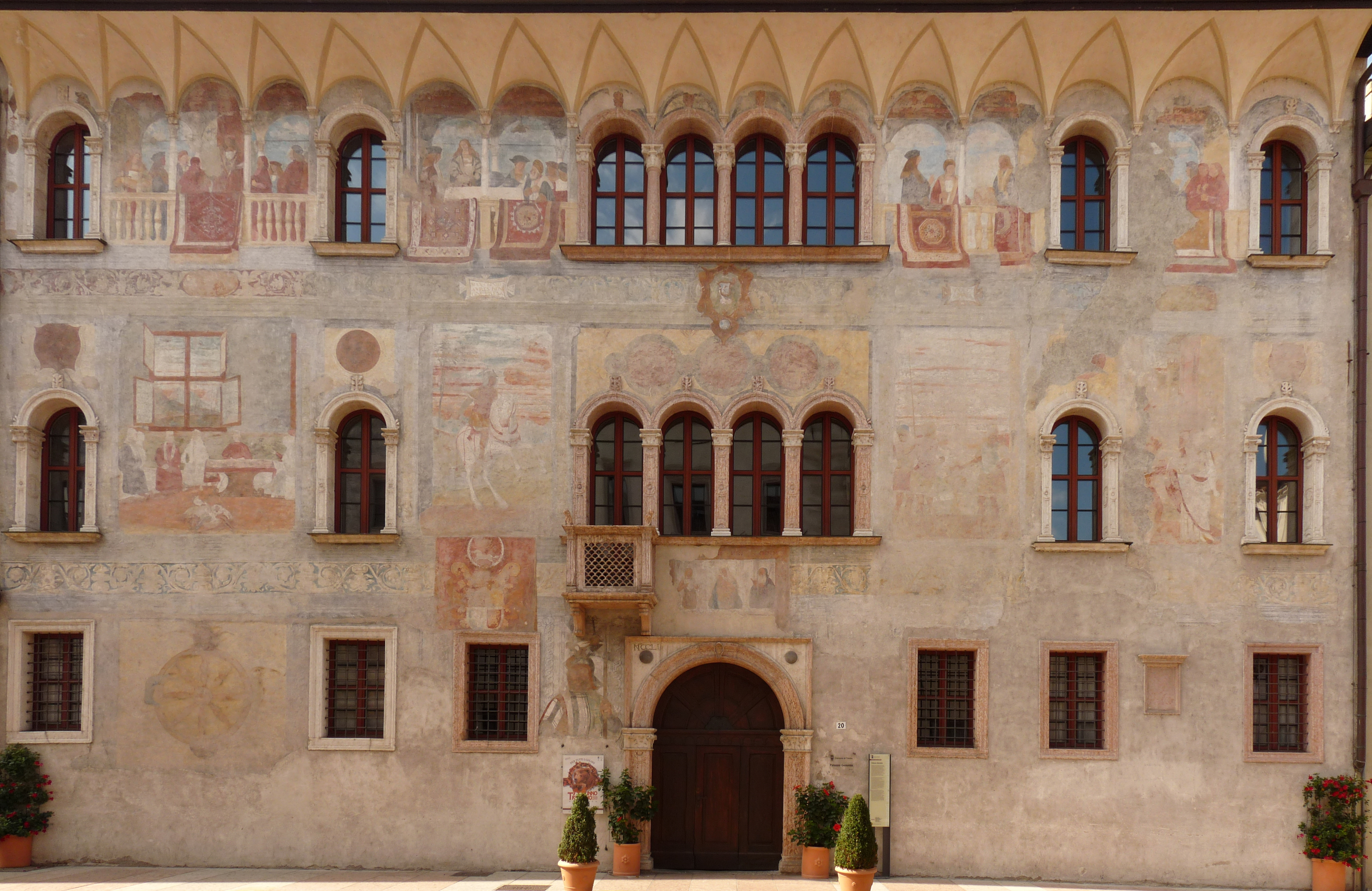
Palazzo Geremia

Probabilmente il più insigne edificio di carattere privato del centro storico, Palazzo Geremia, oggi prestigiosa sede comunale insieme a Palazzo Thun, fu costruito alla fine del XV secolo e completato all'inizio del secolo successivo per volere di Giovanni Antonio Pona, figlio di Geremia Pona, tra i più ricchi e influenti cittadini di Trento, vicino a re Massimiliano I. La facciata su via Belenzani presenta una decorazione che ricopre tutto il prospetto, sebbene oggi risulti piuttosto deperita nonostante il restauro del 1993. È attribuibile a un valente pittore veneto vicino allo stile di Bartolomeo Montagna e databile intorno al 1502-1504.
A sinistra del portone è raffigurato un armigero con alabarda che sorveglia l'ingresso, mentre sulla parte sinistra della facciata, nel registro inferiore, è dipinta l'immagine allegorica della ruota della fortuna. Sopra l'ingresso è dipinta una Madonna con il Bambino fra due santi, Giovanni Battista (santo protettore del Pona) e Antonio abate, oggi molto sbiaditi.
Nel registro superiore sono raffigurate scene con Massimiliano I d'Asburgo, che in questi affreschi compare ben quattro volte mentre riceve i nobili di Trento.

### Palazzo Quetta - Alberti Colico

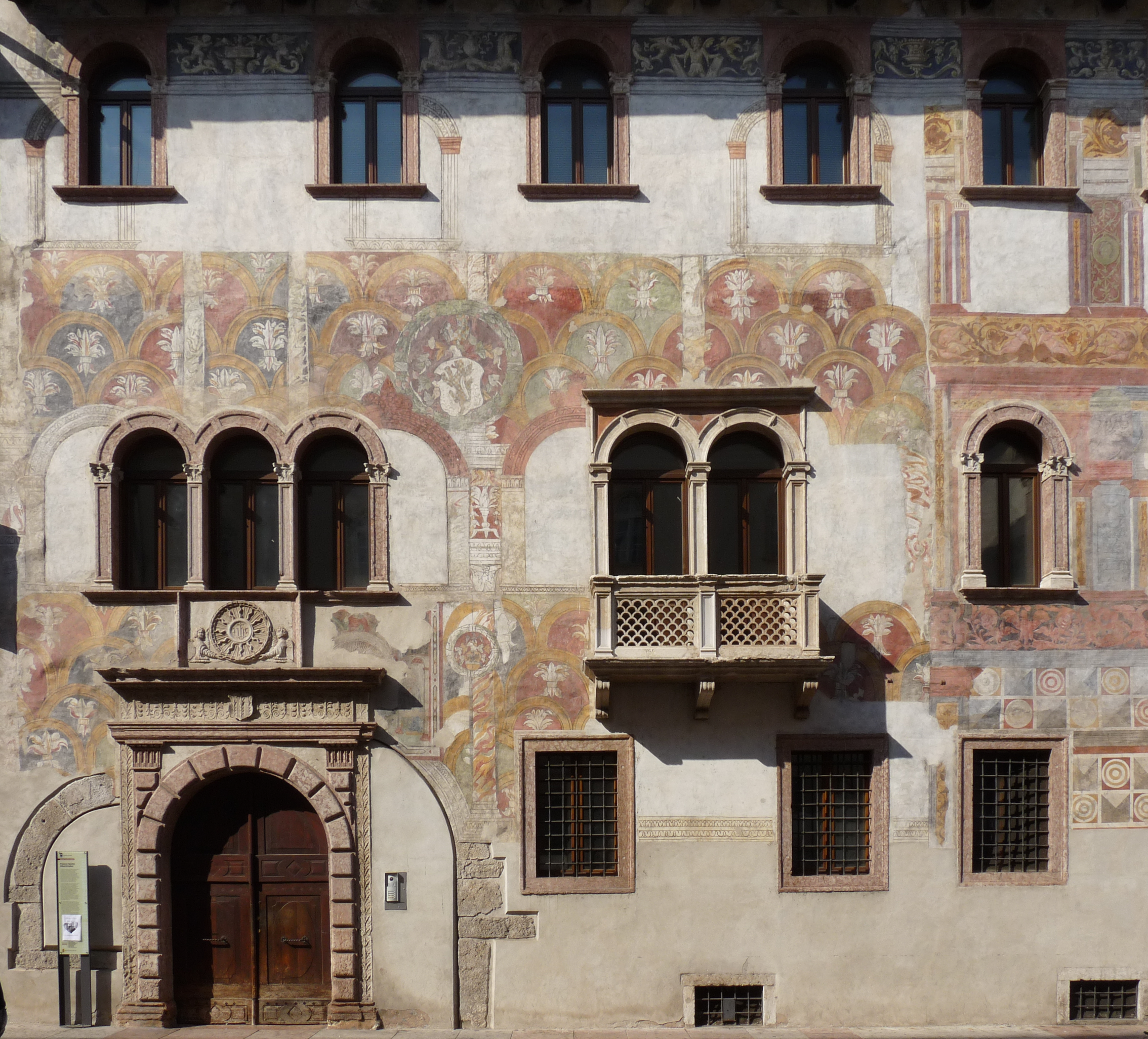
Palazzo Quetta - Alberti Colico

In via Belenzani sorge Palazzo Quetta - Alberti Colico, edificio di origine medievale che nel 1530 vide l'unificazione delle due porzioni che lo compongono con una nuova architettura e una nuova decorazione. La decorazione più antica, che risale alla seconda metà del XV secolo, è quella sopra il portale a sinistra, con lo stemma della famiglia de Liliis (o Gilli, o Quetta). Le restanti decorazioni risalgono agli anni 1530 e sono opera di Marcello Fogolino: nella parte più alta si trova un doppio fregio a grottesche su sfondo blu e una serie di teste a finto marmo. La parte di destra del prospetto mostra decori di gusto rinascimentale, che sono però in buona parte rifatti all'inizio del XX secolo.

### Palazzo Thun
Palazzo Thun, sede del comune di Trento, presenta lacerti della decorazione quattrocentesca venuta alla luce nel 1997. La decorazione è un finto bugnato grigio dipinto che sembra preludere a quello realizzato con blocchi in pietra nel 1515-1520 sulla facciata di Palazzo Tabarelli, in via Oss Mazzurana. Sono ancora visibili anche alcuni resti delle decorazioni delle finestre ogivali quattrocentesche rimosse verso la metà del XVI secolo e sostituite con finestre rettangolari.